# Монотерпены
Монотерпены — природные углеводороды, образованные сочетанием двух изопреновых фрагментов и, соответственно, общей формулой C10H16.
Терпеноиды — кислородные производные монотерпенов — называются монотерпеноидами.

## Структура и свойства
По структуре монотерпены делятся на две большие группы: ациклические, с открытой углеродной цепью (например, мирцен, оцимен) и циклические, которые могут содержать как один цикл (лимонен), так и несколько (фенхены, пинены); некоторые бициклические монотерпены содержат циклопропановые циклы (сабинен).

## Нахождение в природе
Монотерпены и монотерпеноиды являются основными компонентами многих эфирных масел, у хвойных монотерпены являются основными компонентами летучей фракции живицы — скипидара.
Среди них наиболее распространены пинены (скипидар из сосны обыкновенной Pinus sylvestris содержит до 78 % пиненов) и лимонен (до 90 % в эфирных маслах цитрусовых). Они обладают антисептическим, болеутоляющим и согревающим кожу действием, но при длительном использовании вызывают раздражение кожи и слизистых оболочек.
Монотерпены встречаются в очень многих эфирных маслах, например: камфен в масле можжевельника, петигрейн в масле сосны и др.; дипентен в масле бергамота, кориандра, сладкого укропа, лимона и др.; лимонен в масле бергамота, тмина, моркови, сладкого укропа, лимона, нероли, апельсина и др.; пинен в масле кориандра, кипариса, эвкалипта, сладкого укропа, сосны, розмарина и др.; сильвестрен в масле кипариса, сосны и во многих других древесных маслах.